# Mathieu Razanakolona
Mathieu Razanakolona (ur. 2 sierpnia 1986 w Montrealu) – madagaskarski narciarz alpejski kanadyjskiego pochodzenia, pierwszy w historii reprezentant Madagaskaru na zimowych igrzyskach olimpijskich.
Jako pierwszy w historii reprezentował Madagaskar na zimowych igrzyskach olimpijskich. Miało to miejsce w 2006 roku, podczas igrzysk w Turynie. Zajął wówczas 39. miejsce w slalomie gigancie mężczyzn, a slalomu nie ukończył.
W Pucharze Świata zadebiutował 24 stycznia 2006 w austriackim Schladming, jednak po pierwszym przejeździe został zdyskwalifikowany. Został zgłoszony także do Mistrzostw Świata Juniorów w Narciarstwie Alpejskim 2006 w Le Massif, jednak ostatecznie nie wystartował.
W kwietniu 2009 roku został skazany przez kanadyjski sąd na dwa lata więzienia w zawieszeniu za defraudację 500 000 dolarów kanadyjskich.

## Osiągnięcia

### Igrzyska olimpijskie
| Igrzyska    | Data           | Konkurencja   | Zjazd 1 | Zjazd 2 | Łącznie | Miejsce | Strata | Zwycięzca      | Źródła               |
| ----------- | -------------- | ------------- | ------- | ------- | ------- | ------- | ------ | -------------- | -------------------- |
| 2006, Turyn | 20 lutego 2006 | slalom gigant | 1:39,10 | 1:27,33 | 3:06,43 | 39.     | 31,43  | Benjamin Raich | [ 7 ] [ 8 ] [ 9 ]    |
| 2006, Turyn | 25 lutego 2006 | slalom        | DNF     | –       | DNF     | –       | –      | Benjamin Raich | [ 10 ] [ 11 ] [ 12 ] |